# Radar
Radar (pokrata ili akronim od eng. Radio Detection and Ranging: otkrivanje i određivanje udaljenosti radio valovima) je elektronički uređaj za određivanje udaljenosti, azimuta, elevacije (kutna visina) i brzine nekog predmeta na temelju odbijanja (refleksije) iz uređaja emitiranih elektromagnetskih valova od taj predmet. Prvi uređaj izradio je oko 1900. njemački izumitelj Christian Hülsmeyer, a predložena je njegova primjena u sprječavanju sudara brodova. Razvoj ratnoga zrakoplovstva, posebice teških bombardera, potaknuo je razvoj radara jer je trebalo razviti uređaj za rano upozoravanje na dolazeću opasnost. Prvi uređaj u osnovi istovjetan današnjim radarima izradio je Robert Watson-Watt (1935.).
Radar omogućuje otkrivanje predmeta u uvjetima loše i smanjene vidljivosti, na primjer u mraku, kroz dim, maglu, kišu ili snijeg. Kako se elektromagnetski valovi šire pravocrtno, raspon (domet) je radara ograničen zakrivljenošću Zemljine površine, pa na primjer u kontroli zračnoga prometa iznosi oko 400 kilometara. Veći raspon (više tisuća kilometara) ima jedino radar koji koristi odbijanje (refleksiju) valova na ioniziranim slojevima atmosfere (ionosfera). U ratu je radar stekao izvanrednu važnost, a u mirnodopskoj se primjeni ističe njegova uloga u sigurnosti pomorskoga, zračnog i cestovnoga prometa.
Prve upotrebljive radare imali su Britanci na početku Drugog svjetskog rata. Pomoću radara lakše su pratili nalete njemačkih aviona, te lakše organizirali obranu. Moderni radari se koriste u zrakoplovstvu i pomorstvu za traženje ciljeva, ali i u astronomiji kod proučavanja površine dalekih planeta. U današnje doba radare koristi i policija za određivanje brzine vozila.
Radari imaju važnu ulogu u pomorskoj i zrakoplovnoj navigaciji. Ima radarskih sistema koji na zaslonu katodne cijevi daju obrise (konture) predmeta koji se nalazi ispred brda odnosno zrakoplova. Na taj se način mogu izbjeći sudari na moru s ledenim santama i drugim brodovima kada prijeti opasnost zbog magle.

## Način rada
Radar je uređaj koji služi za otkrivanje prisutnosti teško uočljivih ili posve nevidljivih predmeta i za otkrivanje njihove udaljenosti. Način rada radara osniva se na svojstvu ultrakratkih elektromagnetskih valova, koji se šire pravocrtno, pa se mogu reflektirati od krute odnosno metalne površine. U tu svrhu upotrebljavaju se decimetarski ili centimetarski valovi. Kao predajnik služi parabolični reflektor, koji se može okretati na sve strane, a u svom žarištu ima takozvanu mikrovalnu antenu. Na tu antenu dovode se ultravisokofrekventne struje, koje se u obliku kratkotrajnih električnih impulsa šalju u uskom snopu u prostor. Ti se impulsi šalju u vrlo kratkim vremenskim razmacima oko 1000 puta u sekundi. Ako ti impulsi naiđu na neku zapreku, oni će se odbiti, pa će ih antena odbiti. Primljeni električni impulsi odlaze u prijemnik i šalju se na optički indikator, koji je katodna cijev. Iz vremenske razlike od polaska do povratka impulsa dobije se udaljenost predmeta. Katodna cijev je tako konstruirana da u trenutku kada s radarskog reflektora odlazi impuls u prostor elektromagnetska zavojnica svojim magnetskim poljem pomakne katodnu zraku, a time i svijetlu točku na zaslonu uvis. To se isto dogodi kada se vrati reflektirani val. Vremenski razmak prikazan na katodnoj cijevi kao duljina je mjera za udaljenost predmeta.
Radar radi na načelu radio valova, kako je već prije i spomenuto. Antena odašilje kratki impuls, koji se odbija od cilja. Na temelju vremena koje je proteklo do povratka zrake izračuna se udaljenost od objekta. Današnje moderno ratno zrakoplovstvo koristi stealth tehnologiju koja avione čini praktički nevidljivima radaru. To postižu tako kad valovi idu prema objektu, on zbog posebnih materijala i posebno dizajniranih oblika raspršuje radarske radiovalove i tako ostaje neotkriven. Na taj način imaju prednost neopaženog dolaska do cilja.

### Dijelovi radara
Radar se sastoji od antene, radioodašiljača, radioprijamnika i računala za obradu i prikaz podataka. Ako su odašiljač i prijamnik postavljeni na različitim mjestima i imaju zasebne antene, radar je bistatički, odnosno multistatički ako ima više odašiljača i prijamnika. Odašiljač i prijamnik mogu se nalaziti i na istome mjestu, odvojeni takozvanim duplekserom, koji im omogućuje da se ista antena koristi za odašiljanje i prijam elektromagnetskih valova (takav se radar naziva monostatičkim). U početku su radari većinom bili bistatički zbog nemogućnosti postizanja dovoljne izolacije između odašiljačkih impulsa velike snage (i do nekoliko megavata) i prijamnika velike osjetljivosti kakva je potrebna za prijam reflektiranoga vala vrlo male snage (10–13 do 10–14 W). Razvojem dupleksera s dovoljnom izolacijom i mogućnošću brzoga prespajanja ti su nedostatci uklonjeni. Danas su radari većinom monostatički, ali se važnost bistatičkih i multistatičkih radara ponovno povećala zbog njihove mogućnosti da lakše i sigurnije opaze takozvane nevidljive zrakoplove.
Odašiljač zrači elektromagnetske valove kao niz kratkih impulsa u trajanju reda veličine mikrosekunde, a impulsi se ponavljaju nakon 1 do 50 ms. U razdoblju između odašiljanja dvaju uzastopnih impulsa prijamnik prima odjeke koji nastaju refleksijom odašiljačkih impulsa od predmeta u promatranom prostoru. Kako bi se omogućilo promatranje (pretraživanje) cijeloga prostora u okolini radara, antena se najčešće mehanički zakreće po azimutu i/ili elevaciji (kutnoj visini). Umjesto zakretanja cijele antene, može se elektronički zakretati samo glavni snop zračenja antene, što omogućuje znatno veće brzine promatranja prostora.

### Udaljenost predmeta
Udaljenost R predmeta (cilja) od radara određuje se na temelju vremena t potrebnoga da elektromagnetski val prijeđe put od radara do predmeta i natrag: 
{\displaystyle R={\frac {c\cdot t}{2}}\ }
gdje je: c - brzina svjetlosti. Kutne koordinate predmeta (azimut i/ili elevacija) određuju se iz smjera u kojem je postavljen glavni snop zračenja antene u trenutku prijama odjeka. Znatno veća točnost određivanja kutnih koordinata postiže se primjenom prijamne antene s više istodobnih glavnih snopova zračenja i međusobnom usporedbom tako dobivenih signala (takozvani monoimpulsni radar).

### Dopplerov učinak
Brzina predmeta (na primjer cestovnoga vozila) određuje se iz Dopplerova pomaka frekvencije signala odjeka u odnosu na frekvenciju odaslanoga signala. Dopplerov se pomak frekvencije određuje iz razlike faza između više signala odjeka u nizu, koji su primljeni od istog predmeta. Prikupljeni podatci se digitaliziraju, obrađuju u računalu i prikazuju na zaslonu. Brzina i smjer kretanja predmeta mogu se prikazati dodatnim vektorom brzine pridruženim svakom predmetu na zaslonu. Takvu se prikazu mogu dodati i zemljopisna karta promatranoga područja, opis pojedinog predmeta (određivanje ili identifikacija, udaljenost, brzina) i drugi podatci značajni za specifičnu primjenu pojedinoga radarskog sustava.

### Frekvencijsko područje radara
Frekvencijsko područje radara ovisi o njegovoj primjeni, a nalazi se u rasponu od približno 10 MHz do 100 GHz. Na najnižim frekvencijama rade radari za promatranje iza obzora refleksijom valova od ionosfere; u području od 100 MHz do 2 GHz, zbog malog utjecaja atmosfere na valove tih frekvencija, rade radari velikoga dometa za nadzor zračnoga prostora; u području od 2 do 8 GHz rade radari za točnije određivanje položaja, za promatranje srednjeg dometa, za praćenje te za gađanje većega dometa. Na frekvencijama od 8 do 12 GHz radi najveći broj zrakoplovnih, meteoroloških, brodskih i navigacijskih radara, jer to frekvencijsko područje omogućuje primjenu poluvodičkih izvora male mase i izmjera te primjenu relativno malenih antena velike usmjerenosti. Na još višim frekvencijama rade radari za posebne namjene te eksperimentalni sustavi (na primjer radari za svemirska istraživanja (radio astronomija), radari na cestovnim vozilima i slično).

## Primjena radara
Među najvažnijim je područjima primjene radara kontrola zračnoga prometa, u kojoj se koriste promatrački radari velikoga dometa (oko 400 km) i radari koji nadziru prilaz pojedinoj zračnoj luci (domet nekoliko desetaka kilometara). U kontroli zračnoga prometa koristi se i radar s aktivnim odjekom (sekundarni radar), koji ne djeluje na načelu jednostavnog odraza elektromagnetskoga vala od zrakoplova, nego se primjenjuje poseban uređaj na zrakoplovu (takozvani odgovarač), koji šalje povratne impulse kada se pobudi impulsima sa zemaljskoga radara i omogućuje prijenos dodatnih informacija (na primjer određivanje ili identifikacija zrakoplova). Sekundarni radar razvijen je za vojne potrebe, s namjerom da se omogući razlikovanje vlastitih od neprijateljskih zrakoplova, a danas je on značajna podrška kontroli civilnoga zračnog prometa. Iako je sekundarni radar zapravo radiokomunikacijski sustav s automatskim odgovaranjem, uobičajeno se svrstava u radarske sustave.

### Navigacijski radari
Navigacijski radari manjega su dometa (do 100 kilometara) i značajna su pomoć posadi pri upravljanju brodovima i zrakoplovima u uvjetima smanjene vidljivosti i (ili) gustoga prometa. Slični se radari postavljaju u zračnim i pomorskim lukama te uz plovne puteve i služe za nadzor prometa.

### Meteorološki radari
Meteorološki radari rade u više frekvencijskih područja, jer se zbog različite reflektivnosti na različitim frekvencijama može dobiti znatno više meteoroloških podataka. Služe za određivanje (lociranje) područja oborina i oblaka u atmosferi i njihovo gibanje, za određivanje vrste i jakosti (intenziteta) oborina (kiša, snijeg, tuča i drugog), strukture oblaka, za dobivanje trodimenzijske slike područja te utvrđivanje područja turbulencije i moguće opasnosti za predmete na tlu i u zraku. Meteorološki radari rade na valnim duljinama od 1 do 20 centimetra, s odaslanom snagom od 100 do 1000 kW i dosegom od nekoliko desetaka do više stotina kilometara. Dopplerov radar djeluje na načelu Dopplerova učinka i omogućuje mjerenje poprečne (radijalne) brzine ciljeva u atmosferi (oborinskih čestica, čestica prašine) koji se gibaju izravno prema radaru ili od njega. Neke vrste radara koriste se kao vjetreni presječnici za dobivanje okomitog profila vjetra unutar troposfere. Neki radari služe i za određivanje visinskoga vjetra (praćenje radarske mete koja visi ispod meteorološkoga balona), a posebna je vrsta radara postavljena i na nekim meteorološkim satelitima za određivanje morskih valova (lidar ili optički radar).

### Radari sa sintetskom antenom
Radari sa sintetskom antenom služe za promatranje površine Zemlje ili drugih planeta, a njima prikupljeni podatci nalaze primjenu u agronomiji, šumarstvu, rudarstvu, arheologiji, meteorologiji, zemljopisu, oceanografiji, ekologiji, razminiranju, astronomiji i tako dalje. Njihova je antena postavljena na pokretni predmet (zrakoplov, umjetni satelit, upravljivi balon) koji se kreće stalnom (konstantnom) brzinom iznad ili uzduž promatranoga područja. Računalnom obradbom podataka prikupljenih promatranjem uz više uzastopnih položaja antene dobiva se slika promatranoga područja visoke razlučivosti, koja djeluje kao da je dobivena antenom znatno većih izmjera od stvarne antene. S obzirom na to da je ta zamišljena (virtualna) antena rezultat računalne obradbe, ona se naziva i sintetskom antenom pa odatle potječe i naziv te vrste radara.

### Radari u vojništvu
Vojna primjena radara slijedila je ubrzo nakon njegova izuma. Tako je Velika Britanija od 1936. do 1939. postavila uzduž južne i istočne obale lanac radarskih postaja za obranu od njemačkih zračnih i pomorskih napada, a SAD je do 1940. počeo proizvoditi impulsne radare za praćenje zrakoplova i nadzor vatre protuzračnih topova. Ubrzo su se užurbanom razvoju i vojnoj primjeni radara pridružili Njemačka, SSSR i Japan. Premda je najprije služio u mornarici i zrakoplovstvu, danas se radar snažno koristi u svim granama oružanih snaga. Najčešće su uporabe u protuzračnoj obrani, proturaketnoj obrani, prikupljanju obavještajnih podataka te nadzoru vatre različitih oružanih sustava, od topništva, do tenkova, zrakoplova i brodova. Suvremeni bojišnički radari otkrivaju i prate kretanje vozila, ali i pojedinačnih vojnika na bojištu. Složenost suvremenih oružanih sustava zahtijeva istodobno korištenje više radara različitih parametara, od kojih svaki ima posebnu zadaću (na primjer na suvremenom ratnom brodu to je navigacija, pretraživanje površine mora, pretraživanje zračnoga prostora, određivanje visine cilja, nadzor vatre). Danas je u središtu istraživanja razvoj radarski vođenih projektila te radara za rano otkrivanje, praćenje i uništenje raketa s nuklearnim bojnim glavama.

## Vanjske poveznice
- Radar Tutorial
- How Stuff Works - How Radar Works

## Ostali projekti
|  | Wikiknjige imaju gradivo o temi Knjiga pojmova u zrakoplovstvu/R/Radar |